# CB Bocas del Toro
Uniformes
Le CB Bocas del Toro est un club panaméen de baseball évoluant en Ligue du Panama.
Basé à Changuinola (Bocas del Toro), le CB Bocas del Toro évolue à domicile à l'Estadio Calvyn Byron, enceinte de 3 000 places. Le club compte un titre de champion national en 1961.

## Palmarès
- Champion du Panama (1) : 1961[1].

## Histoire
Champion national en 1961, le club échoue en série finale de l'édition 2010 du championnat face au CB Panama Metro.